# Wilhelmstraße 17 (Heilbronn)

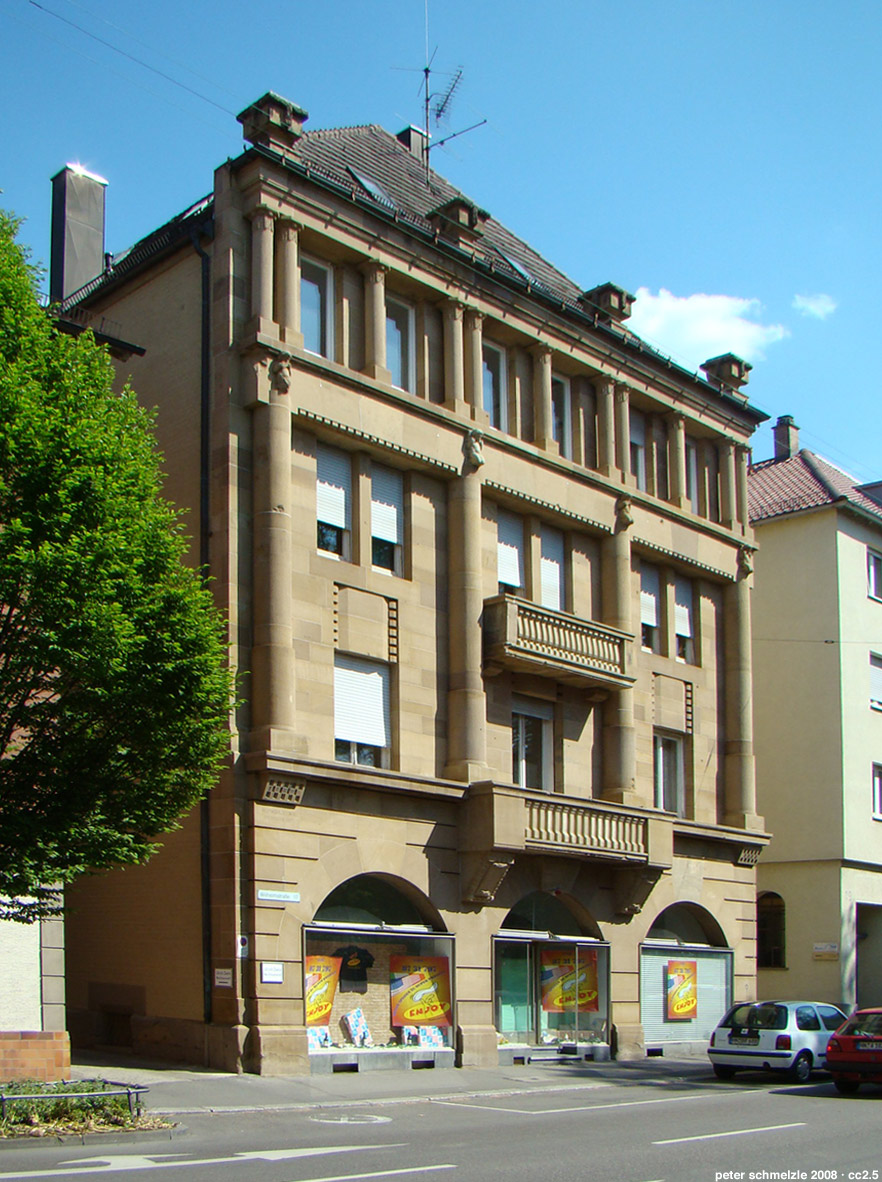
Haus Mössner in Heilbronn

Das Gebäude Wilhelmstraße 17 ist ein denkmalgeschütztes Haus in Heilbronn.

## Beschreibung
Das Gebäude wurde für Friedrich Mößner in den Jahren 1907/1908 von Emil Beutinger und Adolf Steiner gebaut. Die Fassade ist ganz in Sandstein gehalten und wird von vier Säulen in Kolossalordnung gegliedert. Die Säulen haben als oberen Abschluss jeweils musizierende Putten und tragen ein Gurt- bzw. Stockwerksgesims. Auf diesem Gesims stehen Zwillingssäulen, die das abschließende Dachgesims (Kranzgesims, Hauptgesims, Schlussgesims) tragen.
Die Mößner-Erben, denen auch die Nebengebäude 17/1 und 17/2 gehörten, besaßen das Gebäude auch noch nach dem Zweiten Weltkrieg, den das Gebäude nahezu unbeschadet überstanden hat. Die Geschäftsräume im Erdgeschoss wurden längere Zeit von dem Tapeten-, Linoleum- und Teppichgeschäft Horsch (Inh. Helene Mößner) genutzt. Heute befinden sich in allen drei Gebäuden bis auf die Gewerbefläche im Erdgeschoss des Hauses Nr. 17 ausschließlich Wohngemeinschaften für Studenten.

## Kunstgeschichtliche Bedeutung
Das Gebäude wird wie folgt beschrieben:

„Kennzeichnend für die moderne Fassadengestaltung ist die freie Verwendung historischer Stilelemente wie Dienste, Baluster und Konsolen, z. B. die Anbringung von Putti anstelle von Kapitellen, in Anlehnung an den Jugendstil.“

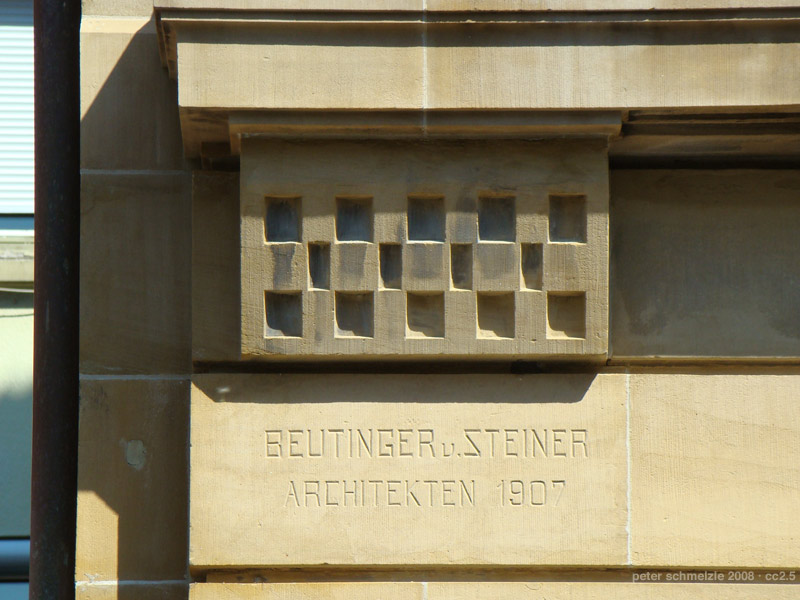
Datierung
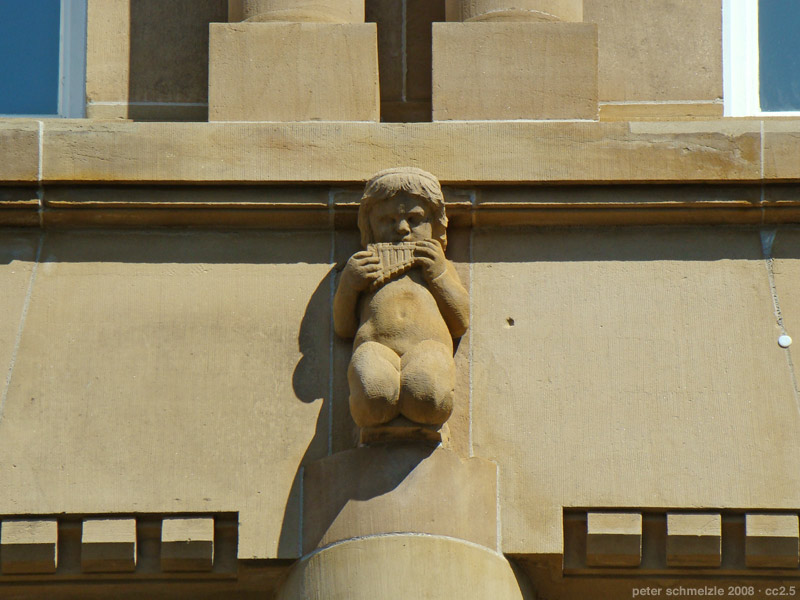
Musizierende Putte